# Javakrokia
Javakrokia (Laniellus albonotatus) är en fågel i familjen fnittertrastar inom ordningen tättingar. Den förekommer endast på ön Java i Indonesien. IUCN kategoriserar arten som nära hotad.

## Utseende
Javakrokian är lik sin nära släkting dalatkrokian, men är med kroppslängden 20 cm något mindre. Ovansidan är kastanjebrun med vita streck, dock svartaktig ovansida på vingen med vita kanter. På huvudet syns en svartgrå ögonmask som övergår till grått på hjässan. Undersidan är vitaktig, på flankerna kastanjebrun med vitaktiga streck. Den relativt långa stjärten är grå.

## Utbredning och systematik
Fågeln förekommer i bergsskogar på västra och centrala Java. Den behandlas som monotypisk, det vill säga att den inte delas in i några underarter.

## Levnadssätt
Javakrokian hittas i städsegrön lövskog på mellan 900 och 2400 meters höjd, vanligen i trädtaket och vid skogsbryn. Den ses vanligen i små flockar, ibland även i större grupper med andra fåglar. Födan består av insekter och ibland frukt. Häckningssäsongen är mellan mars och december. En rapporterad kull hade två ägg, i övrigt saknas kunskap.

## Status
Arten har ett mycket begränsat utbredningsområde. Även om merparten av dess levnadsmiljö är skyddad av dess otillgänglighet hotas den av habitatförlust och fångst för vidare försäljning inom burfågelindustrin. Internationella naturvårdsunionen IUCN listar den därför som nära hotad.

## Namn
Tidigare har arten kallats javasibia på svenska. De har dock tilldelats nya namn efter studier som visar att de inte är nära släkt med sibiorna i Heterophasia. Krokia är en försvenskning av det tidigare släktesnamnet Crocias tillika det engelska gruppnamnet på de båda arterna i släktet. Studier visar dock att Laniellus har prioritet före Crocias.